# Sumichrastia aurea
Sumichrastia aurea là một loài ruồi trong họ Tachinidae.